# Самоубийство (Мане)
«Самоубийство» (фр. Le Suicidé) — небольшая картина Эдуарда Мане, написанная между 1877 и 1881 годами. Картина мало изучена, поскольку историки искусства с трудом находят ей место в развитии творчества Мане. Полотно входит в собрание фонда Эмиля Бюрле в Цюрихе.

## Описание
На картине изображён мужчина в вечернем костюме, лежащий поперёк кровати. По всей видимости, он только что застрелился. В правой руке он держит револьвер, из раны в животе течёт кровь. Изобразительное содержание картины ограничено человеческой фигурой и несколькими предметами обстановки комнаты. Мане не стал прибегать к типичным для того времени атрибутам изображения самоубийства и почти не наделил картину повествовательным содержанием или какой-либо «моралью». Ульрике Ильг связывает эту работу с реализмом Гюстава Курбе, который также использовал будничное изображение смерти в «Погребении в Орнане» (1849—1850), работе, которую позже Курбе охарактеризовал как начало своего нового художественного подхода.

## История
Дата написания картины точно не известна; одни комментаторы предполагают 1877 год, другие — 1878 или 1881 год. В каталоге-резоне творчества Мане картина отнесена к 1877 году. Этой же даты придерживаются и в собрании фонда Эмиля Бюрле.
Непонятно, что вдохновило Мане на создание этой картины. Реализм полотна породил предположения, что художник изобразил реальное самоубийство, но прототип, если таковой имеется, неизвестен. Это могло быть самоубийство через повешение молодого помощника Мане, Александра, в 1859 или 1860 году или статья Эмиля Золя о самоубийстве художника Жюля Хольцапфеля в 1866 году. Более поздняя критика не придаёт большого значения этим ассоциациям. Хотя Мане время от времени обращался к теме смерти в своих работах, способ, которым он это делает здесь, для него нетипичен.
В 1881 году Мане пожертвовал эту картину для аукциона, организованного художником Пьером Фран-Лами в пользу композитора Эрнеста Кабанера, а затем — санаторию.
Картина принадлежала Полю Дюран-Рюэлю, Огюсту Пеллерину и Ференцу Хатвани до того, как в 1948 году попала в коллекцию Эмиля Бюрле.

## Анализ и критика
Подход Мане к этому изображению может отражать его постоянное желание порвать с академической традицией, в которой изображение самоубийства могло вписываться только в жанр исторической живописи — где смерть и самоубийство помещались в контекст самопожертвования, идеализма или героизма. Примеры из французской живописи включают «Смерть Сократа» (1787) Жака-Луи Давида, изобразившего философа, который предпочёл яд цикуты изгнанию. Картина Мане не несёт признаков такого возвышенного решения. Художник не даёт зрителю представления ни о времени, ни о места события, ни о личности своего героя. Картина, скорее, просто построена, чем тщательно проработана. Этот отход от традиции вызвал бы споры у современников Мане.
Журналист Адольф Табаран описывает эту картину как «инцидент с палитрой» (фр. incident de palette). В другом случае он подчёркивает, что Мане в своей поздней работе (он умер через два года после завершения полотна) «увидел в фигуре художника современный символ страсти, превращающий художника в фигуру Христа».
Искусствовед Андрей Чегодаев относит работу к тяжёлому для Мане периоду, когда несмотря на расцвет его художественного таланта, он находился некоторое время в подавленном состоянии. По словам писателя, философа Жоржа Батая, произведение Мане «явно проявляет желание отрицать — или преодолеть — ужас и свести его к игре света».

## Культурные аллюзии
В фильме Франсуа Озона «Франц» (2016), с Пьером Нине и Паулой Бер в главных ролях, несколько ключевых сцен происходят в Лувре сразу после Первой мировой войны. Последняя из этих сцен разворачивается непосредственно перед этой работой Мане, что побуждает героиню сказать, что картина заставляет её «хотеть жить».